# Чили Бушье
Чили Бушье (англ. Chili Bouchier) (урожденная Дороти Ирен Буше (англ. Dorothy Irene Boucher), 12 сентября 1909 — 9 сентября 1999) — английская киноактриса, добившаяся успеха в эпоху немого кино и много снимавшаяся в звуковом кино, а позже в своей карьере перешла в театр.

## Карьера
Впервые она появилась в качестве танцовщицы в детстве на благотворительном мероприятии. После окончания школы она стала наборщицей, а затем моделью в магазине Harrod’s. Её первое появление было в роли купальщицы в фильме «Падающие звезды». В 1927 году Бушье выиграла конкурс, проводимый газетой Daily Mail, чтобы стать кинозвездой. В 1928 году она снялась в короткометражном фильме, снятом на аппарате DeForest Phonofilm, «Ain’t She Sweet» вместе с Диком Хендерсоном. Она была известна как британская «It girl» и ответ Кларе Боу в Голливуде, которая прославилась благодаря этому ярлыку.
Она добилась успеха в 1930-х годах в фильмах «Карнавал» (1931), снятом режиссёром Гербертом Уилкоксом, и «Цыганка» (1937). Последний был снят британским филиалом Warner Brothers на студии Teddington Studios, но, как и ряд её фильмов, считается утерянным. Она также сыграла роль Клеопатры второго плана в фильме «Призрак едет на Запад» с Робертом Донатом в главной роли. В этот период она перешла на работу в голливудскую компанию Warner Brothers, но разорвала контракт после того, как её стали держать в постоянном подчинении. Это привело к тому, что она стала «черной меткой» и не могла сниматься в других фильмах. Голливудский кинопродюсер и бизнес-магнат Говард Хьюз сделал ей предложение, но большой любовью Бушье был лидер музыкальной группы Тедди Джойс, с которым она была помолвлена до его преждевременной смерти.
Несмотря на эту неудачу, она продолжала сниматься в британских фильмах до 1960 года, хотя часто в ролях второго плана в фильмах категории «Б». Среди её поздних фильмов были «Убийство задним числом» (1945), успешный триллер с Уильямом Хартнеллом в главной роли, и «Новое предприятие старой матушки Райли» (1949), часть успешной серии комедийных фильмов о старой матушке Райли.
Свою кинокарьеру Бушье совмещала с большой работой на театральной сцене в Великобритании. С 1950 года и далее большинство её выступлений происходило на театральных подмостках в драмах, комедиях и ревю, где она продолжала работать до восьмидесяти лет.
В сентябре 1929 года она вышла замуж за актёра Гарри Милтона (1900—1965), с которым познакомилась на съёмочной площадке во время съёмок фильма «Чик». Брак был расторгнут в 1937 году. В 1946 году она вышла замуж за 23-летнего актёра Питера Де Грифа в Кенсингтоне в Лондоне. Через несколько месяцев они расстались, а в 1955 году брак был окончательно расторгнут.

## Поздние годы
В 1996 году Бушье опубликовала свою автобиографию «Падающая звезда» и привлекла внимание СМИ: в январе она была гостем радиостанции BBC Radio 4 в программе Desert Island Discs, а в феврале стала темой передачи «Это ваша жизнь», когда Майкл Аспел удивил её на автограф-сессии в Harrods. Среди гостей были Патриция Рок, Шан Филлипс, Пегги Маунт, Аврил Энджерс, Лайонел Блэр, Мэри Миллар, Дороти Тьютин, Дуглас Фэрбенкс-младший, Лесли Эш и Петула Кларк.

## Смерть
Бушье умерла за три дня до своего девяностолетия в своей квартире на первом этаже в Марилебоне, Лондон, упав и ударившись головой о батарею отопления. У неё не было детей, и сообщалось, что к концу жизни она страдала алкоголизмом, выпивая по три литра виски в неделю.

## Фильмография
Список фильмов см. в английском разделе.